# Ночные сёстры
«Ночные сёстры» — российская кинокомедия  режиссёра Алексея Мурадова. Премьера состоялась 29 ноября 2007 года.

## Сюжет
Из «Мерседеса» с московскими номерами, потерпевшего аварию недалеко от провинциального пансионата, сюда доставляют Кирилла Шнека — молодого, красивого «помощника советника Президента РФ», как написано в его удостоверении. Ночная смена, принявшая потерпевшего, в составе врача Ларисы и медсестёр Веры, Марины и Любаши, сразу задумывается о шансе.
Пришедший в себя после лёгкого сотрясения мозга, Шнек сразу предложил каждой свои «услуги».

## В ролях
- Алексей Макаров — Кирилл Иванович Шнек
- Ольга Ломоносова — Вера Брусничкина, медсестра в санатории
- Ксения Зайцева — Лариса
- Елена Подкаминская — Марина
- Ангелина Миримская — Люба
- Евгений Стычкин — Татарин
- Даниил Спиваковский — врач-стоматолог
- Максим Коновалов — Миша
- Вячеслав Гришечкин — Вячеслав Георгиевич Грачёв, главврач
- Василий Брыков — Илья, сын Веры
- Дарья Сагалова — санитарка
- Артём Мазунов — участковый Зилов
- Александра Назарова — Зоя Тимофеевна, бабушка Любы
- Юрий Цурило — Пётр Петрович, шеф
- Ольга Хохлова — невропатолог
- Ольга Прохватыло — главная медсестра
- Леонид Окунев — отец Марины
- Светлана Костюкова — Настя, невестка Кирилла

## Съёмочная группа
- Режиссёр — Алексей Мурадов
- Сценарист — Валентин Черных
- Композитор — Сергей Чекрыжов
- Оператор — Роберт Филатов
- Художник — Григор Тер-Месропян

## Рецензии
Критик интернет-издания «Афиша» Софья Сапожникова написала, что при достаточном количестве обнажённой натуры, картина демонстрирует целомудренный взгляд на проблему сексуально-денежных отношений. В то же время она отметила, что нагота медсестёр «скорее трогательна, чем агрессивна». Василий Корецкий (Time Out) отзывался о фильме как об «умеренно смешной комедии с раздеванием».